# Maximilian Wilhelm Siegmund von Stetten

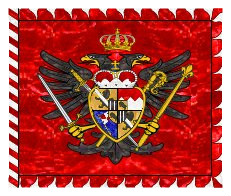
Fahne eines von Stetten kommandierten Regiments

Maximilian Wilhelm Freiherr von Stetten (* 17. März 1717; † 6. November 1794 in Würzburg) war evangelisch-lutherischen Glaubens. Er war hochfürstlich Würzburger Generalfeldwachtmeister und Gouverneur zu Würzburg.

## Herkunft
Seine Eltern waren Johann Christof von Stetten (1681–1730) aus dem Haus Kocherstetten und dessen Ehefrau die Freiin Anna Eleonora Regima von Jöstelberg (1684–1743).

## Leben
1754 wurde Stetten erstmals als Deutsch-Ordens-Ritter, hochfürstlich Würzburger Grenadier-Hauptmann, erwähnt. Zu Beginn des Siebenjährigen Krieges, im Jahr 1756, stand Stetten dann im Infanterie-Regiment Roth-Würzburg in Böhmen. Das Regiment kämpfte unter Karl Alexander von Lothringen auf Seiten Habsburgs und nahm auch an der Schlacht bei Prag und an der Schlacht bei Leuthen gegen Preußen teil.
Am 14. Oktober kämpfte ein Bataillon des Regiments unter dem Kommando Stettens in der Schlacht bei  Hochkirch. Beim Angriff auf die preußischen Linien nahe Rodewitz konnten 36 Geschütze erbeutet werden. Stetten hatte sich dabei besonders ausgezeichnet:
„Bei dem Sturm auf die Schanzen hatte sich der Regimentskommandeur [...] Oberst von Stetten sowohl durch die Führung wie durch persönlichen Mut so ausgezeichnet, dass nach der Schlacht die österreichische Generalität zusammentrat und ihn aufforderte, sich um das Ritterkreuz des neugegründeten Maria-Theresia-Ordens zu bewerben.“
Ab 1758 kommandierte Stetten das gesamte Regiment in Vertretung von Oberst Warnsdorf, der noch immer in Gefangenschaft war. Ab 1760 war Stetten Oberstleutnant und 1861 übernahm er offiziell das volle Kommando über die Einheiten der Regimenter Roth-Würzburg und Blau-Würzburg, die zuvor, obwohl in der gleichen Armee dienend, kaum miteinander Kontakt gehabt hatten.
Am 22. April 1763 wurde Stetten zum Generalmajor und zum kaiserlich königlichen Generalfeldwachtmeister befördert. Lange nach dem Krieg wurde er im Wirzburger Hof-, Staats- und Standskalender als "Herr zu Kocherstetten, Vogelsburg und Laschach, des hoh. deutschen Ordens Ritter, Rathsgebiethiger von der Ballei Hessen, und Kommandeur zu Griefstedt, kais. königl. Generalfeldwachtmeister, hochf. würzb. Generalfeldzeugmeisterer, hochfürstl. Kriegsrat, und Oberster über ein Regiment zu Fuß, dann hiesiger Stadt- und Festungskommandant, auch wirkl. geheim- und Hofkriegsrat" geführt. Alle Positionen, auch die des Stadt- und Festungskommandanten von Würzburg, hatte er bis zu seinem Tod im Jahr 1794 inne.
1775–1779 bekleidete von Stetten die Würde eines Komturs der Deutschordenskommende Ober-Flörsheim, ab 1779 war er Mitglied des Weißenseer Kreises.